# Station Twello (oud)
Station Twello was een station in de Nederlandse plaats Twello. Het station werd gebouwd in 1886 en bevond zich op 500 meter afstand van het huidige station Twello.

## Geschiedenis
Dit stationsontwerp werd Standaardtype KNLS genoemd en werd voor diverse spoorwegstations werd gebruikt in de jaren 80 van de 19e eeuw. De architect was K.H. van Brederode. Bij de toenmalige classificatie in drie stationstypen behoorde dit station tot het type KNLS 1e klasse. Nabij het station vond in 1900 een treinongeluk plaats waarbij twee doden en zeven gewonden vielen.
Station Twello werd geraakt tijdens oorlogshandelingen in 1944. Het station met drie perrons werd niet helemaal verwoest: de wachtruimte bleef gespaard. Toch werd in 1947 tot sloop besloten. Een tweede station werd buiten gebruik gesteld in 1951, nadat het vervoer op 4 december 1947 reeds was gestaakt. Daarna had Twello jarenlang geen station, totdat het huidige station in 2006 werd geopend.